# LinuxMCE
LinuxMCE (Linux Media Center Edition) je open source platforma s uživatelským rozhraním přizpůsobené pro použití počítače jako HTPC v obývacím pokoji s TV, videorekordéru a domácí automatizace. To umožňuje ovládat všechno v domě od osvětlení a klimatizace až po bezpečnostní kamery a domácí zabezpečení. Obsahuje také plnohodnotné VoIP kompatibilní s telefonním systémem a videokonferencí.

## Druhy Použití
LinuxMCE může být použit jako samostatné domácí kino (bez nutnosti připojení do počítačové sítě), ale může také sloužit jako kompletní LAN systém v serveru s klientským nastavením.
Multimediální LAN systém může být rozšířen, aby zahrnoval možnost ovládání domácího automatizovaného systému, bezpečnostních kamer, moderních multifunkčních ovladačů (nazývané „Orbiter“) a telefonní PBX systémy. Jádro serveru koordinuje funkce všech zařízení připojených k domácí síti LAN. Pokročilé možnosti vytváření sítí OS Linux umožňují tuto vysokou úroveň síťové koordinace.

## Historie
S projektem LinuxMCE začal Paul Webber jako podčlen projektu domácí automatizace PlutoHome. Projekt byl přizpůsoben tak, aby běžel na standardní linuxové distribuci Kubuntu, místo toho aby to byla samostatná distribuce.
Většina základních součástí uživatelského rozhraní včetně Orbiter (dálkové ovládání), prošly významným vylepšením a jsou licencována pod GPL.

## Architektura
Instalace LinuxMCE se skládá ze dvou částí - první část je jádro samotné (server) a druhá část je jeden nebo více řídících systémů médií (klient). Jádro je centrální server, který poskytuje služby v celém domě. Působí jako centrální úložiště dat a katalog médií, správce a ovládání periferií sloužící k domácí automatizaci, zprávy (logy), terminál pro příkazy a poskytuje čisté spouštěcí obrazy pro řídící systémy médií. Každý řídící systém médií je připojen k obrazovce (TV, monitor nebo projektor počítače) a případně jiným A/V zařízením. Všechna média jsem prezentována prostřednictvím řídícího systému médií. V případě, že jádro je také řídícím systémem médií (připojen k obrazovce), nazýváme jej hybridním systémem. Řídící systém médií může být spuštěn v síti z jádra. Proto postačuje, aby bylo pouze jádro aktualizováno a zálohováno, aby celý systém byl aktuální. 
Většina náročných operací na CPU se provádí přes jádro. Tudíž systémové požadavky na řídící systém médií jsou relativně nízké. To umožňuje vybudovat řídící systém médií malý a tichý, který se hodí do obývacího pokoje. Jádro na druhé straně může být umístěno kdekoliv v domě. Díky tomu se nemusí nutně dbát na vzhled a hlučnost.
Tato modulární architektura umožňuje LinuxMCE používat a koordinovaně ovládat jakýkoliv hardware připojený k počítači. Například, pokud se film začne přehrávat, LinuxMCE může ztlumit světla v dané místnosti, vypnout rádio ve vedlejší místnosti nebo pokud by začal v průběhu filmu vyzvánět IP telefon, pozastavil by film a ukázal volajícího nebo tel. číslo na obrazovce.

## Softwarové komponenty
Balíček LinuxMCE je nainstalován na operačním systému Kubuntu a využívá open source aplikace jako je Asterisk, Xine, MythTV, VDR, VideoLAN a SlimServer. Od verze 7.10 nejsou 64bitové verze balíčku aktivně vyvíjeny.
Tyto programy dostaly tzv. „obaly“, které jim umožňují komunikovat mezi sebou a se skripty psané v Ruby, které řídí součásti domácí automatizace. Tato komunikace je řízena pomoci protokolu DCE (data, příkazy, události – anglicky data, commands, event) přes program zvaný DCE Router. Tato přidaná komunikační vrstva umožňuje přepínat příkazové funkce, jako je například pozastavení nebo přehrávání médií, když je na příjmu důležitý telefonát nebo stmívání světel při přehrávání filmu.
Komunikační protokol DCE umožňuje předložit standardizované uživatelské rozhraní (Orbiter UI) k různým zařízením a aplikacím používaných v rámci systému LinuxMCE.
V současné době LinuxMCE používá systém SVN pro spolupráci na aktualizacích. Aktivní rozvoj společenství pro LinuxMCE poskytl kontinuální vývoj v roce 2008, který rozšířil škálu kompatibilních zařízení na aktuální LinuxMCE verzi.
| Funkce                 | Platforma/použitý software |
| ---------------------- | -------------------------- |
| Operační systém        | Kubuntu                    |
| Televize/videorekordér | MythTV/DVD přehrávač       |
| Přehrávání médií       | Xine/MPlayer               |
| Telephonie             | Asterisk                   |
| Domácí automatizace    | LinuxMCE                   |
| Kamerový záznam        | Motion                     |

## Uživatelské rozhraní

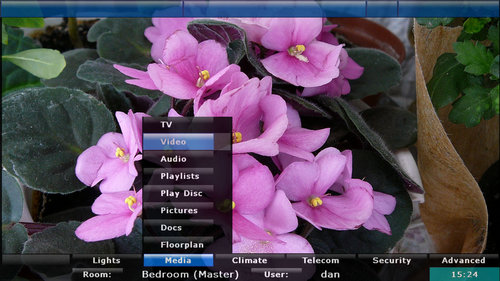
LinuxMCE user interface

LinuxMCE umožňuje uživatelské rozhraní, které mají být zobrazeny v několika různých rozlišeních a grafickými funkcemi pro různá zařízení (PC, mobilní telefony, PDA, Webpady), které mohou být použity k zobrazení.
Kontextové menu umožňuje jediným dálkovým ovladačem ovládat nejen LinuxMCE, ale také funkce audiovizuálního zařízení.